# Maria Jesús Yago Casas
Maria Jesús Yago Casas (Catarroja, Horta de València, 3 d'abril del 1964) és una poetessa valenciana.
Doctorada en Filologia Clàssica, és professora de secundària i professora de la UNED a València. Ha treballat també com a traductora del llatí i el grec, amb les obres: Lluís Vives, De lingua llatina exercitatio, i Relats verídics o històries vertaderes, de Llucià de Samosata (2014-2018). Pel que fa a la creació literària, ha publicat alguns reculls de poesia i ha rebut diversos premis.

## Premis literaris
- Ciutat de Benetússer, 1981: La gavina
- Ciutat de Benicarló.1991: L'espill del fang.
- Vila de Puçol de narrativa, 1992: relats, Toca-la altra vegada, Sam! -inèdit.[1][2]

## Llibres publicats
Poesia
- D'escuma ferida, Alzira: Germania, 1993
- L'espill del fang, Benicarló: Ajuntament, 1997
- Relats verídics de Llucià de Samósata, Traducció i adaptació. Neopàtria, 2014